# Boost (C++函数库)
Boost C++ 函式庫（Libraries）是一組擴充C++功能的經過同行評審（Peer-reviewed）且開放源碼程式庫。大多數的函式為了能夠以開放源碼或者封閉專案的方式運作，而授權於Boost軟體授權條款（Boost Software License）之下。許多Boost的開發人員是來自C++標準委員會，而部份的Boost函式庫成為C++的TR1標準之一。
為了要確保函式庫的效率與彈性，Boost廣泛的使用C++模板功能。而它是針對各式領域的C++使用者與應用領域（Application Domain）上，包含的函式庫類別從smart_ptr這種類通用函式庫，到boost-filesystem这种檔案系統的作業系統抽象層，甚至能夠利用Boost來開發額外的函式庫或是給進階的C++使用者利用，例如MPL。

## 內容
- 演算法
- 并行计算
  - thread（页面存档备份，存于） - 執行緒
  - context（页面存档备份，存于） - 用戶層級上下文交換
- 容器
  - array（页面存档备份，存于） - STL的数组容器
  - Boost Graph Library (BGL)（页面存档备份，存于） - 通用的图容器，组件和算法
  - multi-array（页面存档备份，存于） - N维数组
  - multi-index containers（页面存档备份，存于） - 多索引容器
  - pointer containers（页面存档备份，存于） - 指针容器
  - property map - 属性Map
  - variant（页面存档备份，存于） - 安全的，基于泛型的，支持访问者模式的联合
  - fusion（页面存档备份，存于） - 基于tuple的容器和算法集合
- 正当性與測試
  - concept check（页面存档备份，存于） - 檢查模板參數是否滿足模板的要求
  - static assert（页面存档备份，存于） - 編譯期的斷言檢查
  - Boost Test Library - C++ 单元测试框架
- 資料結構
  - dynamic_bitset（页面存档备份，存于） - std::bitset-的動態轉型
- 仿函式與高階函式（含無名関数）
  - bind（页面存档备份，存于） and mem_fn（页面存档备份，存于） - 函式的綁定
  - function（页面存档备份，存于） - 函式。
  - functional（页面存档备份，存于） - C++標準函式之強化。包含以下的内容。
    - function object traits（页面存档备份，存于）
    - negators（页面存档备份，存于）
    - binders（页面存档备份，存于）
    - adapters for pointers to functions（页面存档备份，存于）
    - adapters for pointers to member functions（页面存档备份，存于）

  - hash（页面存档备份，存于） - C++ Technical Report 1（TR1）定義的雜湊表
  - lambda（页面存档备份，存于） - λ演算的實作
  - ref（页面存档备份，存于） - 標準C++参照（call by reference）的加強、特別強化與函式的呼叫
  - result_of（页面存档备份，存于） - 函式型別與回傳值
  - signals2（页面存档备份，存于） - 信号和槽回调的实现托管
- 泛型
- 圖
- I/O
- 語言之間的支援（Python用）
- 迭代器
  - iterators（页面存档备份，存于）
  - operators（页面存档备份，存于）
  - tokenizer（页面存档备份，存于）
- 数学和計算
- 内存（memory）
  - pool（页面存档备份，存于） - 内存池，boost提供4种内存池模型供使用：pool、object_pool、singleton_pool、pool_allocator/fast_pool_allocator
  - smart_ptr（页面存档备份，存于） - boost的smart_ptr中提供了4种智能指针，作为std::auto_ptr的补充
    - scoped_ptr - 具作用域指针，与std::auto_ptr类似，但不能转让所有权，用于确保离开作用域能夠正确地删除动态分配的对象
    - scoped_array - 配合scoped_ptr使用
    - shared_ptr -
    - shared_array - 配合shared_ptr使用
    - weak_ptr - shared_ptr 的观察者，避免shared_ptr循环引用，是一种辅助指针
    - intrusive_ptr - 比 shared_ptr 更好的智能指针

  - utility（页面存档备份，存于） - 以下是utility类型的定义。
    - base from member idiom -
    - checked delete（页面存档备份，存于） - 保证在摧毀一个对象时，必须对该对象的类型有充份了解
    - next and prior functions（页面存档备份，存于） -
    - noncopyable（页面存档备份，存于） - 把copy constructor和assign operaotr 宣告为private，不加以实现
    - addressof（页面存档备份，存于） - 用于获得变量的地址
    - result_of（页面存档备份，存于） - 指涉函式回返型別
- 序列化
- 語法分析器
- 預處理元編程
- 字串與文字處理（正規表示式等）
  - lexical_cast - lexical_cast 类別模板
  - format（页面存档备份，存于） - 文字格式化，类似printf
  - iostreams（页面存档备份，存于） - 新式iostream的補強
  - regex - 正規表示法（Regular expression）
  - Spirit（英语：Spirit Parser Framework） - 根据EBNF规则对文件进行分析
  - string algorithms（页面存档备份，存于） - 文字列演算法
  - tokenizer（页面存档备份，存于） - 把字串序列分解成一系列标记（tokens）
  - wave（页面存档备份，存于） -
- 模板元编程（Template Metaprogramming）
  - mpl（页面存档备份，存于） - 模板元编程框架
  - static assert（页面存档备份，存于） - 靜態斷言
  - type traits - 型別的基本属性的模板
- 其他

## 范例
现有的 Boost 包含大约150种不同的函数库，以下面几项做范例：

### 线性代数 – uBLAS
Boost 包含了 uBLAS 线性代数函数库，能够藉由基本函数库子函数（BLAS）来支持向量与矩阵形运算。
- 此范例表示如何矩阵与向量作乘积：

```
 

#include
 
<boost/numeric/ublas/vector.hpp>

#include
 
<boost/numeric/ublas/matrix.hpp>

#include
 
<boost/numeric/ublas/io.hpp>

#include
 
<iostream>

using
 
namespace
 
boost
::
numeric
::
ublas
;

/* 举例 "y = Ax"  */

int
 
main
 
()
 

{

      
vector
<
double
>
 
x
 
(
2
);

      
x
(
0
)
 
=
 
1
;
 
x
(
1
)
 
=
 
2
;

 

      
matrix
<
double
>
 
A
(
2
,
2
);

      
A
(
0
,
0
)
 
=
 
0
;
 
A
(
0
,
1
)
 
=
 
1
;

      
A
(
1
,
0
)
 
=
 
2
;
 
A
(
1
,
1
)
 
=
 
3
;

      
vector
<
double
>
 
y
 
=
 
prod
(
A
,
 
x
);

      
std
::
cout
 
<<
 
y
 
<<
 
std
::
endl
;

      
return
 
0
;

}

```

### 随机数产生 – Boost.Random
Boost 也提供独立分布的模拟随机与 PRNG 独立性的机率分布，而这些能夠具体的建立产生器。
- 此范例表示如何使用 Mersenne Twister 演算法来产生随机

```
#include
 
<boost/random.hpp>

#include
 
<ctime>

using
 
namespace
 
boost
;

double
 
SampleNormal
 
(
double
 
mean
,
 
double
 
sigma
)

{

    
// 建立一个 Mersenne twister 随机数产生器

    
// 使用 Unix 时间设定 seed

    
static
 
mt19937
 
rng
(
static_cast
<
unsigned
>
 
(
std
::
time
(
0
)));

    
// 选择高斯机率分布

    
normal_distribution
<
double
>
 
norm_dist
(
mean
,
 
sigma
);

    
// 使用 function 的形式，生成随机数据产生器

    
variate_generator
<
mt19937
&
,
 
normal_distribution
<
double
>
 
>
  
normal_sampler
(
rng
,
 
norm_dist
);

    
// 传回样本分布结果

    
return
 
normal_sampler
();

}

```

更详细的说明请参阅 Boost 随机数库（页面存档备份，存于）。

### 多執行緒 – Boost.Thread
範例碼演示建立執行緒：
```
#include
 
<boost/thread/thread.hpp>

#include
 
<iostream>

using
 
namespace
 
std
;
 

void
 
hello_world
()
 

{

  
cout
 
<<
 
"Hello world, I'm a thread!"
 
<<
 
endl
;

}

int
 
main
(
int
 
argc
,
 
char
*
 
argv
[])

{

  
// 開始一條使用 "hello_world" function 的新執行緒

  
boost
::
thread
 
my_thread
(
&
hello_world
);

  
// 等待執行緒完成工作

  
my_thread
.
join
();

  

  
return
 
0
;

}

```

- Introduction to Boost.Threads（页面存档备份，存于） in Dr. Dobb's Journal. (2002)
- Boost.Threads API reference（页面存档备份，存于）。
- threadpool library（页面存档备份，存于） based on Boost.Thread

## 引用
1. ↑  .   [2008-08-07]. （原始内容存档于2017-12-11）.
2. ↑  smart_ptr 函式庫（页面存档备份，存于）
3. ↑  Boost Filesystem
4. ↑  MPL（页面存档备份，存于）

## 外部連結
- Boost 官方網站（页面存档备份，存于）
- Smart Pointers to boost your code
- Building Boost libraries（页面存档备份，存于）
- Boost 中文翻译（页面存档备份，存于） 在线阅读